# Араміль (селище)
Арамі́ль (рос. Арамиль) — селище у складі Арамільського міського округу Свердловської області.
Населення — 1985 осіб (2010, 989 у 2002).
Національний склад станом на 2002 рік: росіяни — 85 %.
Стара назва — мікрорайон Мельзавод № 4.